# Louis-Joseph Papineau
Louis-Joseph Papineau (Montreal, 7 de outubro de 1786 – Montebello, 25 de setembro de 1871) foi um político e advogado quebequense. Foi líder do Parti patriote (Partido Patriota).

## Biografia
Filho do tabelião e político Joseph Papineau, estudou Direito para se firmar como advogado, mas, não gostando dessa profissão, ingressou no Exército e depois se dedicou à política, como seu pai. Ele foi deputado por 28 anos e Presidente da Câmara na Assembleia do Baixo Canadá por 22 anos, inicialmente mostrando uma monarquia liberal no estilo de Edmund Burke, mas rapidamente evoluindo para um liberalismo mais radical.
Em dezembro de 1822 ele foi a Londres com John Neilson com o propósito de apresentar uma petição assinada por 80 000 canadenses contra o projeto de união do Alto e o Baixo Canadá.
Ele estava à frente do Partido Patriota, que lutou por reformas constitucionais baseadas nos princípios britânicos e se destacou como um orador pedindo a criação de um regime parlamentar em Quebec baseado na soberania popular independente do domínio inglês.
Em 1831, ele patrocinou uma lei que concedia plenos direitos políticos à minoria judaica, 27 anos antes do que em qualquer outro lugar do Império Britânico. Ele foi convencido disso por Ezekiel Hart, um judeu que demonstrou sua dedicação à causa canadense levantando dinheiro para apoiar as tropas no Baixo Canadá para ajudar na defesa contra os Estados Unidos.
Seus muitos discursos e atividades políticas, que colocaram as 92 resoluções de 1834 contra as 10 resoluções de Lord John Russell, irão inspirar e promover a Rebelião dos Patriotas de 1837; nele, ele organizou um boicote aos produtos britânicos da colônia e defendeu uma solução negociada e não violenta, baseada na esperança de que os britânicos teriam aprendido com sua experiência com a colônia americana em 1776 e agido de forma diferente com o Canadá.

O líder patriota Louis-Joseph Papineau fala na "Assembleia dos Seis Condados".

No entanto, quando a tentativa falhou, sua cabeça foi posta a preço e ele teve que ir para o exílio, primeiro nos Estados Unidos, em Saratoga, na casa de seu amigo, o juiz Reuben Hyde Walworth, enquanto tentava em vão obter o apoio do presidente americano, Martin van Buren, e depois, a partir de fevereiro de 1839, em Paris, onde publicou sua Histoire de l'insurrection du Canada en réfutation du Rapport de Lord Durham ("História da insurreição do Canadá em refutação de Lord Durham Writing ") na revista Progrès. Apesar de ganhar a simpatia de muitos políticos influentes, como o poeta Alphonse Lamartine e Lamennais, A França de Luís Filipe permaneceu neutra no conflito entre a Grã-Bretanha e sua colônia e deixou o país em 1845.
Após a anistia, ele foi eleito em 1848 para o novo Parlamento Unido do Canadá no Condado de St. Maurice. Em sério desacordo com a política partidária reformista de Louis-Hippolyte Lafontaine, ele quebrou a disciplina partidária e se tornou um deputado independente. Desta vez, um convicto republicano, inspirado nas repúblicas dos Estados Unidos e da França, que conheceu pessoalmente, apoiou o movimento de anexação. No entanto, a imposição que ele deu ao movimento Patriots foi além de uma independência do Baixo Canadá, pelo menos no longo prazo. Mas, antes da imposição do Ato de União. Em 1840, ele achava que o estatuto de estado da federação americana seria preferível para seus compatriotas do antigo Baixo Canadá. Em 1856, ele profetizou um Novo Mundo republicano, humanitário e multilíngue, formado por nações confederadas do Pólo Norte à Terra do Fogo.
Sempre em ruptura com o partido comandado por Lafontaine, participou da criação do Partido Vermelho. Não foi eleito em 1851, mas foi eleito em eleições suplementares no ano seguinte. Ele não se candidatou nas eleições de 1854 e retirou-se da vida pública logo em seguida, reaparecendo apenas para dar uma palestra no Instituto Canadense em Montreal em dezembro de 1867. Ele morreu em sua mansão Montebello em 25 de setembro de 1871.